# Андреев, Альберт Владимирович
Альбе́рт Влади́мирович Андре́ев (род. 8 апреля 1968, Ижевск) — советский и российский футболист, выступавший на позициях нападающего и полузащитника.

## Карьера
Начинал карьеру в 1984 году в ижевском «Зените», в сезоне того года во второй лиге провёл 4 матча, забил 3 гола, играл также на республиканском уровне за команды «Ижпланета» и «Зенит-клубная». В 1980-х годах, помимо «Зенита», играл также за другой клуб второй лиги — «Уралмаш». В 1987 году был призван в армию. По ходу сезона 1989 года вернулся в «Зенит», а летом 1991 года вновь перешёл в «Уралмаш», игравший к тому времени в первой лиге. В высшей лиге России за «Уралмаш» (в 1992—1994 годах) провёл 87 матчей, забил 23 гола. Лучший бомбардир «Уралмаша» в сезоне 1993 года (12 мячей). Автор тысячного гола в российских чемпионатах. В январе 1995 года был на турецком сборе команды высшей лиги «КАМАЗ» и забил гол ленинск-кузнецкой «Заре» (1:0), но в «КАМАЗе» не остался и сезон 1995 года провёл в ижевской команде второй лиги «Газовик-Газпром», с которой стал победителем зонального первенства и вышел в первую лигу, где играл за команду в 1996 и 1997 годах, был её капитаном. В 1998 году играл за «Уралмаш» во втором дивизионе. В 1999 году вновь играл в первом дивизионе за «Газовик-Газпром».
После завершения карьеры игрока работал арбитром. Судил матчи по мини-футболу. Также выступал в чемпионате Удмуртской Республики по мини-футболу в составе команды УПК из Ижевска. С 2008 по 2010 год являлся администратором ижевского футбольного клуба «СОЮЗ-Газпром». В феврале 2013 года пополнил тренерский штаб новокузнецкого «Металлурга-Кузбасса».

### Комментарии
1. ↑  В профиле игрока, который был размещён на неофициальном сайте ижевского клуба «СОЮЗ-Газпром» (ранее называвшегося «Газовик-Газпром»), значится информация, что Андреев в 1989 году также сыграл 1 матч и забил 1 гол за «Ротор»[2] (в отчётах о матчах чемпионата, кубка и кубка федерации того года Андреев не значится).